# Dorénaz
Dorénaz é uma comuna da Suíça, situada no distrito de Saint-Maurice, no cantão de Valais. Tem 12,6 km² de área e sua população em 2018 foi estimada em 969 habitantes.